# ジェイ・ジャクソン
ランディ・ジャクソン・ジュニア（Randy Jackson, Jr. , 1987年10月27日 - ）は、アメリカ合衆国サウスカロライナ州グリーンビル出身の元プロ野球選手（投手）。右投右打。愛称はスマイリー・ジェイ（Smiley J）。

## 経歴

### プロ入り前
キリスト・チャーチ・エピスコパル高等学校では投手のみならず内野手や外野手としてもプレーしていた。奨学金を得てサザン・カンファレンス（NCAA ディビジョンI）所属のファーマン大学に進学した。大学でも投手、野手双方でプレーしており、大学三年時のシーズン（2008年）には先発投手として9勝（2敗）、防御率3.17、野手（主に左翼手・右翼手）として打率.336、8本塁打、41打点、6盗塁を記録している。また、投手として先発して降板した後に指名打者又は一塁手として打席に立つこともあった。
高校時代はバスケットボール選手でもあり通算得点は1500点以上であった。

### プロ入りとカブス傘下時代
2008年のMLBドラフト9巡目（全体281位）でシカゴ・カブスから指名され、6月10日に契約。傘下のA-級ボイシ・ホークスで5試合に登板後、7月にA級ピオリア・チーフスへ昇格。A級ピオリアでは6試合（先発1試合）の登板で、2勝2敗、防御率3.00、37奪三振を記録した。8月にA+級デイトナ・カブスへ昇格し、4試合（先発3試合）に登板。2勝0敗、防御率1.59、21奪三振を記録した。
2009年はAA級テネシー・スモーキーズで開幕を迎え、16試合に先発登板したが、5勝5敗、防御率3.70の成績で、7月30日にA+級デイトナへ降格した。A+級デイトナでは7試合の先発登板で2勝2敗、防御率1.64と好投し、9月6日にAAA級アイオワ・カブスへ昇格。AAA級アイオワでは1試合に登板した。
2010年はAAA級アイオワでプレーし、32試合（先発25試合）に登板して11勝8敗、防御率4.63、119奪三振を記録した。
2011年はメジャーのスプリングトレーニングに参加し、3試合に登板したが防御率15.00と安定せず、メジャー契約は勝ち取れなかった。この年はAAA級アイオワでプレーし、26試合に先発登板して8勝14敗、防御率5.34、97奪三振を記録した。オフにはベネズエラのウィンターリーグであるリーガ・ベネソラーナ・デ・ベイスボル・プロフェシオナル（LVBP）に参加し、レオネス・デル・カラカスで7試合に登板した。
2012年もメジャーのスプリングトレーニングに参加。この年もAAA級アイオワでプレーし、37試合（先発9試合）に登板して3勝7敗、防御率6.57、76奪三振を記録した。オフにはメキシコのウィンターリーグであるリーガ・メヒカーナ・デル・パシフィコ（LMP）に参加。ベナドス・デ・マサトランで10試合に登板した。
2013年4月4日に自由契約となった。

### マーリンズ傘下時代
2013年4月9日にマイアミ・マーリンズとマイナー契約を結んだ。移籍後はAA級ジャクソンビル・サンズでプレーし、14試合に先発登板して3勝6敗、防御率3.16、73奪三振を記録した。7月13日にAAA級ニューオーリンズ・ゼファーズへ昇格。AAA級ニューオーリンズでは7試合（先発4試合）に登板して1勝1敗、防御率4.68、20奪三振を記録した。オフの11月4日にFAとなった。

### パイレーツ傘下時代
2013年11月20日にピッツバーグ・パイレーツとマイナー契約を結んだ。前年と同様メキシコのLMPに参加し、マサトランで17試合に登板。クローザーとして2勝0敗10セーブ、防御率0.00、19奪三振を記録した。
2014年は傘下のAAA級インディアナポリス・インディアンスで開幕を迎え、25試合（先発12試合）の登板で5勝4敗、防御率4.89、87奪三振を記録した。

### ブルワーズ傘下時代
2014年8月7日に金銭トレードでミルウォーキー・ブルワーズへ移籍した。移籍後は傘下のAAA級ナッシュビル・サウンズで6試合に先発登板して0勝3敗、防御率5.06、28奪三振を記録した。オフの11月4日にFAとなった。この年もメキシコのLMPに参加し、ヤキス・デ・オブレゴンで18試合に登板した。

### パドレス時代
2015年1月26日にサンディエゴ・パドレスとマイナー契約を結んだ。AA級サンアントニオ・ミッションズで開幕を迎え、リリーフとして6試合に登板。0勝1敗1セーブ、防御率1.69の成績で、4月27日にAAA級エル・パソ・チワワズへ昇格。AAA級エル・パソでは48試合の登板で、3勝3敗14セーブ、防御率2.54と結果を残し、9月14日にパドレスとメジャー契約を結んだ。同日のアリゾナ・ダイヤモンドバックス戦でメジャーデビュー。9点リードの9回裏から登板したが、4安打2失点で2死しか取れず降板した。メジャー1年目のこの年は6試合に登板し、防御率6.23だった。

### 広島時代
2015年12月24日に広島東洋カープとの契約が合意に達したと発表された。

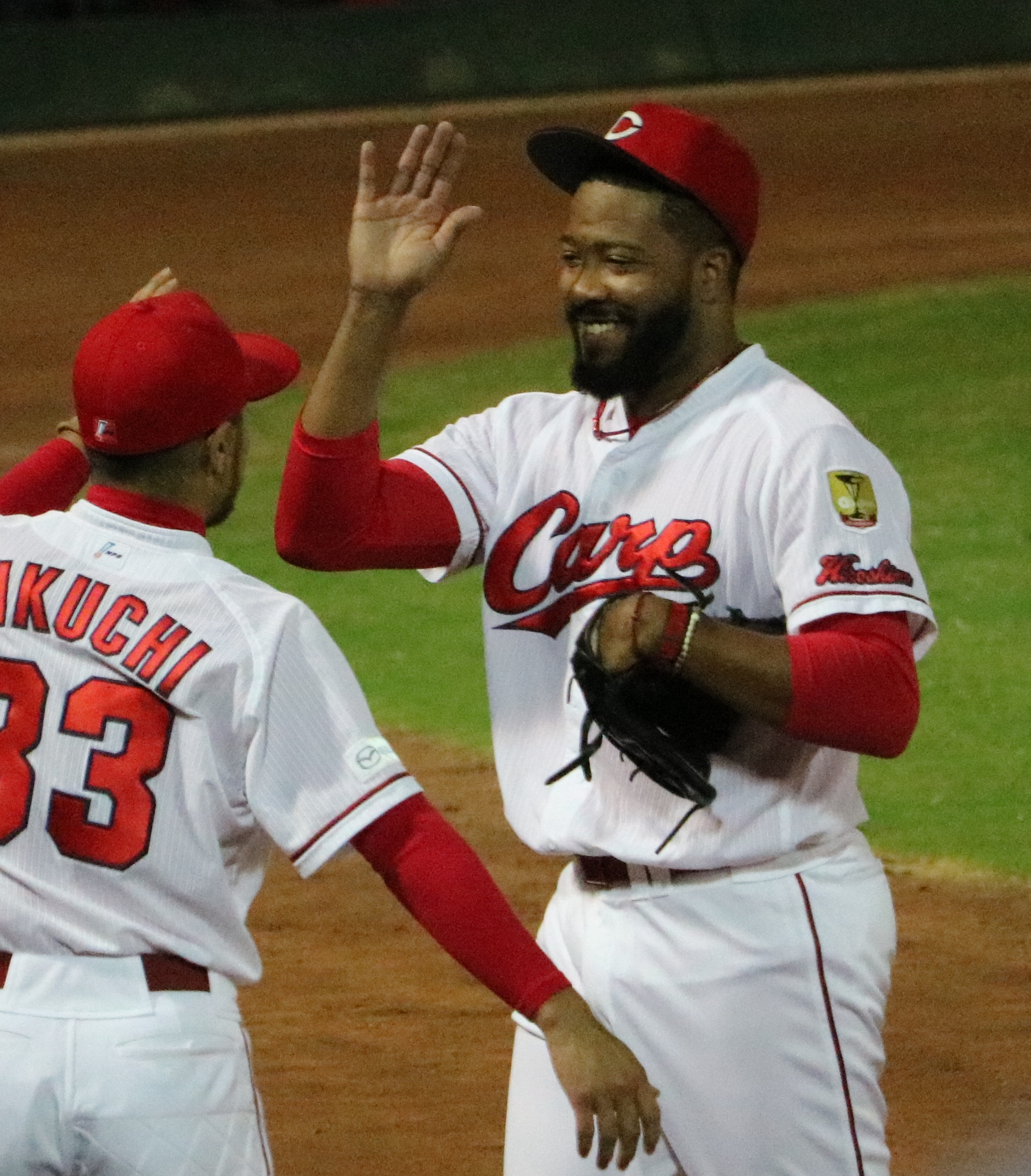
投球を終え、菊池涼介(左)と笑顔でハイタッチするジャクソン

2016年3月26日の対横浜DeNAベイスターズ戦で1点差の8回に2番手としてNPB初登板し、1回を無失点に抑え、初ホールドを記録した。ほぼ1年を通して8回を任され、リーグ2位の37ホールドを記録し、広島東洋カープ25年ぶりのリーグ優勝に大きく貢献した。北海道日本ハムファイターズとの日本シリーズでは今村猛と共に6試合すべてに登板したが、第3戦で中田翔に一時逆転となる2点適時打を打たれ、第4戦でブランドン・レアードに決勝の2点本塁打を浴び、第6戦は2/3回を投げ6失点を喫するなどシーズン中のように活躍することはできず、チームも日本シリーズ優勝を逃した。11月18日、翌シーズンの選手契約に合意したことが球団から発表された。
2017年もセットアッパーとしてフル回転し、2年連続60試合登板をマークし連覇に貢献した。
2018年は過去2年と比べ四死球を出す場面が増え安定感を欠くようになり、ヘロニモ・フランスアの台頭もあり一時二軍調整となるなど、登板数も過去2年を大きく下回った。4月27日にはシーズン中にもかかわらず新日本プロレスの広島大会に来場、ロス・インゴベルナブレス・デ・ハポンのメンバーとして、大のカープファンである内藤哲也らと共にリングに上がった。11月14日に球団が契約を結ばないことが発表された。

### ブルワーズ時代
2019年2月15日にブルワーズとマイナー契約を結んだ。開幕は傘下のAAA級サンアントニオ・ミッションズで迎えた。4月29日にメジャー契約を結んでアクティブ・ロースター入りした。5月5日にDFAとなり、8日にマイナー契約でAAA級サンアントニオへ配属された。7月13日に再びメジャー契約を結んでアクティブ・ロースター入りした。オフの10月31日にFAとなった。

### ロッテ時代
2019年12月4日に千葉ロッテマリーンズへの入団が決まった。
2020年は開幕一軍入りし7試合に登板、1セーブ3ホールドをあげる活躍をし、7月7日まで出場していたが、翌8日に体調不良を理由に出場選手登録を抹消。同日、ジャクソン本人から契約解除の申し出があり、9日正式受理し、ジャクソンはこの日限りでロッテを退団した。なお退団理由についてはこの時点は発表されず、ロッテの松本尚樹球団本部長は「あらためて説明させていただきます」とコメントしていた。10日、大麻取締法違反（所持）の疑いで広島県警察に逮捕された。7日に県警がジャクソンの自宅を家宅捜索し、大麻リキッド数本などを発見しており、捜索には松本球団本部長も立ち会っていたという。外国人選手が同法違反で逮捕されるのは1988年6月に現行犯逮捕されたリチャード・デービス（近鉄バファローズ）以来となった。8月4日に証拠不十分のため不起訴となった。

### ジャイアンツ時代
2020年8月28日にシンシナティ・レッズとマイナー契約を結んだ。しかし、COVID-19の影響でマイナーリーグが中止になり、公式戦への出場はなかった。
2021年1月8日にサンフランシスコ・ジャイアンツとマイナー契約を結んだ。7月16日にメジャー契約を結んでアクティブ・ロースター入りした。オフの11月19日にDFAとなった。

### ブレーブス時代
2021年11月22日に後日発表選手または金銭とのトレードで、アトランタ・ブレーブスへ移籍した。
2022年オフの11月6日にFAとなった。

### ブルージェイズ時代
2023年1月11日にトロント・ブルージェイズとマイナー契約を結んだ。3月25日に一旦リリースとなるが、同月28日にスプリット契約を結び直した。翌29日に40人ロースター入りとマイナーオプションの行使による傘下AAA級のバッファロー・バイソンズへの配属が発表された。5月5日に負傷者リスト入りしたザック・ポップの代替としてアクティブ・ロースター入りした。10月1日にDFAとなり、傘下AAA級のバイソンズを経て、11月3日にFAとなった。

### ツインズ時代
2024年2月7日にミネソタ・ツインズと1年契約を結んだ。ここでは20試合にリリーフ登板したが、1勝2敗、防御率7.52と結果を残せず、6月23日にマイナー契約となり、7月25日に自由契約となった。

### 現役引退
2025年は当初リーガ・メヒカーナ・デ・ベイスボル（メキシカンリーグ）のレオン・ブラボーズと契約を結んでいたが、3月29日に自身のSNS上で現役を引退することを発表した。また、引退後については解説者や球団幹部に興味を示している。

## 投球スタイル
最速96.7mph（約155.6km/h）のストレートに加え、縦に鋭く落ちる高速スライダーやチェンジアップを投げる。

## 人物
- 幼少時は学業優秀であり学校（キリスト・チャーチ・エピスコパル高等学校に進学する前）では上位クラスに所属していた。両親によればその当時は宿題を学校で済ませており家に持ち帰ったことはなかったという[47]。また、キリスト・チャーチ・エピスコパル高等学校には学業にて奨学金を得て入学している[47]。
- 進学先としてファーマン大学を選んだ理由の一つは実家に近かったためである（ファーマン大学はキリスト・チャーチ・エピスコパル高等学校と同じくサウスカロライナ州グリーンビルにキャンパスを構えている）。家族（両親と2人の妹）は、ジャクソンが在籍していた時のすべてのホームゲームとロードゲームの多くを観戦していた[48]。
- リリーフ登板で0点に抑えベンチに戻る際には、帽子をほんの少し上げ屈託のない笑顔を見せる。これをファンやマスコミの間では「ジャクソンスマイル」と呼び人気を博していた[49][50][51]。ロッテ時代も「オレはいつもどんな時もスマイルを大切にしているんだ」とコメントし、球団より「Smiley Jグッズ」が販売されていた[52]。
- カープ在籍時に日本人女性と結婚しており、2018年12月末にはその妻との間に長男が誕生した[53]。しかし、ロッテ退団時には自身のSNSで私生活の悩みを書き連ねることもあった。
- 彼の広島在住の友人とともに、ファッションデザインをしており、「JAX LAND」というブランドで展開している。ちなみにJAX LANDは広島都心の白島に本社を置く。ジェイがミルウォーキーへ移籍後もオンラインで購入できた[54]。

## 詳細情報

### 年度別投手成績
| 年 度    | 球 団    | 登 板 | 先 発 | 完 投 | 完 封 | 無 四 球 | 勝 利 | 敗 戦 | セ 丨 ブ | ホ 丨 ル ド | 勝 率 | 打 者 | 投 球 回 | 被 安 打 | 被 本 塁 打 | 与 四 球 | 敬 遠 | 与 死 球 | 奪 三 振 | 暴 投 | ボ 丨 ク | 失 点 | 自 責 点 | 防 御 率 | W H I P |
| -------- | -------- | ----- | ----- | ----- | ----- | -------- | ----- | ----- | -------- | ----------- | ----- | ----- | -------- | -------- | ----------- | -------- | ----- | -------- | -------- | ----- | -------- | ----- | -------- | -------- | ------- |
| 2015     | SD       | 6     | 0     | 0     | 0     | 0        | 0     | 0     | 0        | 0           | ----  | 20    | 4.1      | 7        | 0           | 1        | 0     | 0        | 4        | 0     | 0        | 3     | 3        | 6.23     | 1.85    |
| 2016     | 広島     | 67    | 0     | 0     | 0     | 0        | 5     | 4     | 0        | 37          | .556  | 271   | 68.1     | 46       | 4           | 23       | 0     | 0        | 89       | 1     | 0        | 15    | 13       | 1.71     | 1.02    |
| 2017     | 広島     | 60    | 0     | 0     | 0     | 0        | 2     | 2     | 1        | 30          | .500  | 243   | 62       | 43       | 5           | 19       | 0     | 1        | 55       | 2     | 0        | 16    | 14       | 2.03     | 1.00    |
| 2018     | 広島     | 48    | 0     | 0     | 0     | 0        | 3     | 2     | 1        | 25          | .600  | 201   | 45.2     | 42       | 6           | 26       | 1     | 1        | 48       | 0     | 0        | 16    | 14       | 2.76     | 1.49    |
| 2019     | MIL      | 28    | 0     | 0     | 0     | 0        | 1     | 0     | 0        | 2           | 1.000 | 132   | 30.1     | 22       | 6           | 18       | 1     | 2        | 47       | 0     | 0        | 15    | 15       | 4.45     | 1.32    |
| 2020     | ロッテ   | 7     | 0     | 0     | 0     | 0        | 0     | 0     | 1        | 3           | ----  | 29    | 7.0      | 4        | 1           | 3        | 0     | 0        | 12       | 0     | 0        | 3     | 3        | 3.86     | 1.00    |
| 2021     | SF       | 23    | 1     | 0     | 0     | 0        | 2     | 1     | 0        | 5           | .667  | 90    | 21.2     | 15       | 3           | 12       | 0     | 0        | 28       | 0     | 0        | 9     | 9        | 3.74     | 1.25    |
| 2022     | ATL      | 2     | 0     | 0     | 0     | 0        | 0     | 0     | 0        | 0           | ----  | 5     | 1.1      | 1        | 0           | 0        | 0     | 0        | 1        | 0     | 0        | 0     | 0        | 0.00     | 0.75    |
| 2023     | TOR      | 25    | 0     | 0     | 0     | 0        | 3     | 1     | 0        | 1           | .750  | 116   | 29.2     | 18       | 4           | 9        | 2     | 1        | 27       | 1     | 0        | 8     | 7        | 2.12     | 0.91    |
| 2024     | MIN      | 20    | 0     | 0     | 0     | 0        | 1     | 2     | 0        | 1           | .333  | 114   | 26.1     | 28       | 7           | 9        | 0     | 0        | 29       | 0     | 0        | 24    | 22       | 7.52     | 1.41    |
| MLB：6年 | MLB：6年 | 104   | 1     | 0     | 0     | 0        | 7     | 4     | 0        | 9           | .636  | 477   | 113.2    | 91       | 20          | 49       | 3     | 3        | 136      | 1     | 0        | 59    | 56       | 4.43     | 1.23    |
| NPB：4年 | NPB：4年 | 182   | 0     | 0     | 0     | 0        | 10    | 8     | 3        | 95          | .556  | 744   | 183.0    | 135      | 16          | 71       | 1     | 2        | 204      | 3     | 0        | 50    | 44       | 2.16     | 1.13    |

### 記録
NPB投手記録
- 初登板・初ホールド：2016年3月26日、対横浜DeNAベイスターズ2回戦（MAZDA Zoom-Zoom スタジアム広島）、8回表に2番手で救援登板、1回無失点
- 初奪三振：同上、8回表に倉本寿彦から空振り三振
- 初勝利：2016年6月5日、対福岡ソフトバンクホークス3回戦（MAZDA Zoom-Zoom スタジアム広島）、11回表に5番手で救援登板、2回無失点
- 初セーブ：2017年4月8日、対東京ヤクルトスワローズ2回戦（MAZDA Zoom-Zoom スタジアム広島）、9回表に2番手で救援登板、2/3回 1失点（自責点0）

### 背番号
- 25（2015年、2019年）
- 58（2016年 - 2018年、2020年）
- 65（2021年）
- 45（2022年）
- 35（2023年）
- 32（2024年）